# Homiceni, Neamț
Homiceni este un sat în comuna Bârgăuani din județul Neamț, Moldova, România.